# Eusebio Ayala
Eusebio Ayala Bordenave (Barrero Grande, 14 de agosto de 1875-Buenos Aires, 4 de junio de 1942) nacido como Eusebio Ayala, fue un abogado, periodista, diplomático y político paraguayo que asumió en dos oportunidades la presidencia de la República: del 7 de noviembre de 1921 al 12 de abril de 1923, y del 15 de agosto de 1932 al 19 de febrero de 1936. Es conocido como el «Presidente de la Victoria», por su papel durante la guerra del Chaco.

## Biografía
Eusebio Ayala nació el 14 de agosto de 1875 en la localidad de Barrero Guasú, actualmente denominada Eusebio Ayala, en la República del Paraguay. Fue hijo de Abdón Bordenave y Casimira Ayala. Por línea paterna, fue medio hermano de Juana Concepción, Enrique, Rosa, Elena y María Bordenave.
Realizó su educación primaria en su localidad natal, bajo la instrucción de un familiar. Posteriormente se trasladó a Asunción, donde trabajó como cadete en un comercio. Con recursos propios, accedió al Colegio Nacional de la Capital, obteniendo el título de bachiller en 1896. Más tarde se graduó como perito comercial, lo que le permitió ejercer la docencia y financiar sus estudios superiores en la Facultad de Derecho y Ciencias Sociales de la Universidad Nacional de Asunción, donde obtuvo el título de doctor en 1904, con una tesis titulada El Presupuesto Nacional.
Contrajo matrimonio con Emilia Marcela Eugenia Durand, ciudadana francesa nacida en Tours. El matrimonio civil se realizó en Buenos Aires, y luego se celebró una ceremonia religiosa confidencial en Asunción, el 27 de diciembre de 1922. Tuvieron un hijo, Roger Ayala Durand.
En su primera misión diplomática, se desempeñó como secretario de embajada en el Reino Unido por tres años, tiempo durante el cual perfeccionó sus conocimientos en inglés y francés, además de profundizar en estudios filosóficos y culturales. A su regreso, ejerció como catedrático de derecho penal y derecho constitucional, y más tarde como rector de la Universidad Nacional de Asunción. También colaboró con medios periodísticos como El Diario, El Liberal y la Revista de Derecho y Ciencias Sociales.
En 1917 publicó Temas monetarios y afines, obra enfocada en política monetaria y finanzas públicas. Fue cofundador de la Sociedad Paraguaya de Derecho Internacional.

## Trayectoria política y diplomática
Eusebio Ayala se incorporó al Partido Liberal en 1908, integrando la facción radical. Fue legislador en ambas cámaras del Congreso Nacional y ocupó diversos cargos ministeriales, incluyendo Hacienda, Justicia, Culto e Instrucción Pública y Relaciones Exteriores.
En 1909, durante la presidencia de Emiliano González Navero, fue designado ministro de Relaciones Exteriores, cargo que volvió a ejercer en otras administraciones. Representó al Paraguay en la Conferencia Internacional Financiera celebrada en Buenos Aires en 1916 y fue embajador extraordinario ante los Estados Unidos de América durante la presidencia de José Patricio Guggiari.
Dictó una conferencia en la Universidad de La Sorbona sobre la doctrina jurídica del uti possidetis, en el contexto del litigio con Bolivia por el Chaco Boreal, convirtiéndose en el único paraguayo de su época en disertar académicamente en dicha institución.

## Gobierno
Ayala fue designado presidente provisional del Paraguay por el Congreso Nacional el 7 de noviembre de 1921, tras la renuncia de Manuel Gondra. Su gobierno se desarrolló durante la guerra civil de 1922-1923, y presentó su renuncia el 9 de abril de 1923.
Inició su segundo mandato constitucional el 15 de agosto de 1932. Pocos días después estalló la guerra del Chaco contra Bolivia (1932-1935), conflicto bélico que marcó su gestión presidencial. Durante la contienda, mantuvo una estrecha colaboración con el comandante en jefe del Ejército, general José Félix Estigarribia.
Los pilares de su gobierno durante el conflicto incluyeron:
1. Coordinación estratégica con el alto mando militar.
2. Administración fiscal orientada a la sostenibilidad del esfuerzo bélico.
3. Dirección de la política exterior en búsqueda de una paz favorable.
Durante su administración también se oficializó la versión restaurada del Himno Nacional del Paraguay y se impulsaron obras de infraestructura.
El 17 de febrero de 1936 fue derrocado mediante un pronunciamiento militar y posteriormente detenido y expatriado.

## Exilio y fallecimiento
Tras el derrocamiento del 17 de febrero de 1936, Ayala partió al exilio el 5 de septiembre del mismo año, acompañado por el general Estigarribia, rumbo a Buenos Aires. Fue recibido por su esposa y representantes del exilio.
En Buenos Aires retomó sus actividades profesionales a partir de 1938. Se integró a un estudio jurídico de alto perfil, presidió la Cámara Argentino-Paraguaya de Comercio y escribió columnas para el diario La Razón. Realizó visitas esporádicas a Asunción por motivos laborales y familiares.
Falleció el 4 de junio de 1942 en Buenos Aires. El 28 de septiembre de 1992, sus restos fueron repatriados al Paraguay y trasladados al Panteón Nacional de los Héroes, donde descansan desde el 29 de septiembre de ese año.

## Condecoraciones
Durante su trayectoria diplomática y presidencial, Eusebio Ayala recibió varias distinciones honoríficas de naciones extranjeras en reconocimiento a su labor política e internacional. Entre ellas:
- Gran Cruz de la Orden El Sol del Perú (Perú);

- Gran Oficial de la Legión de Honor (Francia);

- Gran Cruz de la Orden Nacional del Mérito (Francia);

- Gran Cruz de la Orden de Isabel la Católica (España).